# Vegyes 4 × 100 méteres gyorsúszás a 2010. évi nyári ifjúsági olimpiai játékokon
A 2010. évi nyári ifjúsági olimpiai játékokon az úszás vegyes 4 × 100 méteres gyorsúszás váltó versenyszámát augusztus 15-én rendezték meg a Singapore Sports Schoolban.

## Csapatok
| Csapat                  | Versenyzők                                                                                |
| ----------------------- | ----------------------------------------------------------------------------------------- |
| Ausztrália              | Kenneth To Emma McKeon Madison Wilson Justin James                                        |
| Brazília                | Victor Rodrigues Alessandra Marchioro Pedro de Souza Carolina Bergmaschi                  |
| Dél-afrikai Köztársaság | Pierre Keune Kyla Ferreira Murray McDougall Natasha de Vos                                |
| Egyesült Államok        | Erich Peske Kiera Janzen Jordan Mattern Thomas Stephens                                   |
| Franciaország           | Medhy Metella Anna Santamans Mathilde Cini Jordan Coelho                                  |
| Hongkong                | Lum Ching Tat Cheung Kin Tat Kent Yu Wai Ting Yvette Man-Yi Kong                          |
| Izland                  | Anton Sveinn McKee Ingibjörg Kristí Jónsdóttir Hrafn Traustason Karen Sif Vilhjálmsdóttir |
| Japán                   | Jun Isaji Yusuke Yamagishi Mina Ochi Maya Hamano                                          |
| Kanada                  | Chad Bobrosky Lauren Earp Lindsay Delmar Jeremy Bagshaw                                   |
| Kína                    | Sun Bowei Tang Yi Liu Lan He Jianbin                                                      |
| Németország             | Lena Kalla Melvin Herrmann Juliane Reinhold Kevin Leithold                                |
| Olaszország             | Alessio Torlai Elena di Liddo Alessia Polieri Tommaso Romani                              |
| Oroszország             | Andrey Ushakov Kristina Kochetkova Alexey Atsapkin Ekaterina Andreeva                     |
| Spanyolország           | Yeray Lebon Judit Ignacio Eduardo Solaeche Anna Martí                                     |
| Szingapúr               | Yong En Clement Lim Arren Xin Hui Quek Xiang Qi Amanda Lim Adeline Shu Jian Winata        |
| Szerbia                 | Velimir Stjepanović Marija Joksimović Katarina Simonović Stefan Šorak                     |
| Trinidad és Tobago      | Christian Homer Kimberlee John-Williams Cadell Lyons Khadeja Phillip                      |

## Előfutamok

### 1. Futam
| H  | P | Nemzet        | Idő     | Mj  |
| -- | - | ------------- | ------- | --- |
| 1. | 5 | Kína          | 3:39.39 | Q   |
| 2. | 4 | Hongkong      | 3:40.34 | Q   |
| 3. | 6 | Szerbia       | 3:41.15 |     |
| 4. | 3 | Olaszország   | 3:42.44 |     |
|    | 2 | Spanyolország |         | DSQ |

### 2. Futam
| H  | P | Nemzet                  | Idő     | Mj |
| -- | - | ----------------------- | ------- | -- |
| 1. | 5 | Kanada                  | 3:36.80 | Q  |
| 2. | 4 | Franciaország           | 3:37.03 | Q  |
| 3. | 7 | Egyesült Államok        | 3:38.89 | Q  |
| 4. | 6 | Oroszország             | 3:39.69 | Q  |
| 5. | 2 | Dél-afrikai Köztársaság | 3:43.85 |    |
| 6. | 3 | Izland                  | 3:49.60 |    |

### 3. Futam
| H  | P | Nemzet             | Idő     | Mj |
| -- | - | ------------------ | ------- | -- |
| 1. | 4 | Ausztrália         | 3:34.67 | Q  |
| 2. | 3 | Németország        | 3:38.69 | Q  |
| 3. | 5 | Brazília           | 3:41.07 |    |
| 4. | 2 | Szingapúr          | 3:42.88 |    |
| 5. | 6 | Japán              | 3:49.23 |    |
| 6. | 7 | Trinidad és Tobago | 3:51.35 |    |

## Döntő
| H     | P | Nemzet           | Idő     | Mj |
| ----- | - | ---------------- | ------- | -- |
| Arany | 7 | Kína             | 3:31.34 |    |
| Ezüst | 4 | Ausztrália       | 3:31.69 |    |
| Bronz | 3 | Franciaország    | 3:35.90 |    |
| 4.    | 5 | Kanada           | 3:36.05 |    |
| 5.    | 6 | Németország      | 3:36.06 |    |
| 6.    | 2 | Egyesült Államok | 3:39.08 |    |
| 7.    | 8 | Hongkong         | 3:40.08 |    |
| 8.    | 1 | Oroszország      | 3:42.63 |    |

## Fordítás
Ez a szócikk részben vagy egészben  a   Natação nos Jogos Olímpicos de Verão da Juventude de 2010 - 4x100 m livre misto című portugál Wikipédia-szócikk fordításán alapul.  Az eredeti cikk szerkesztőit annak laptörténete sorolja fel. Ez a jelzés csupán a megfogalmazás eredetét és a szerzői jogokat jelzi, nem szolgál a cikkben szereplő információk forrásmegjelöléseként.
Ez a szócikk részben vagy egészben  a   Swimming at the 2010 Summer Youth Olympics – Mixed 4 x 100 metre freestyle relay című angol Wikipédia-szócikk fordításán alapul.  Az eredeti cikk szerkesztőit annak laptörténete sorolja fel. Ez a jelzés csupán a megfogalmazás eredetét és a szerzői jogokat jelzi, nem szolgál a cikkben szereplő információk forrásmegjelöléseként.